# Pierwszy gabinet Tony’ego Blaira

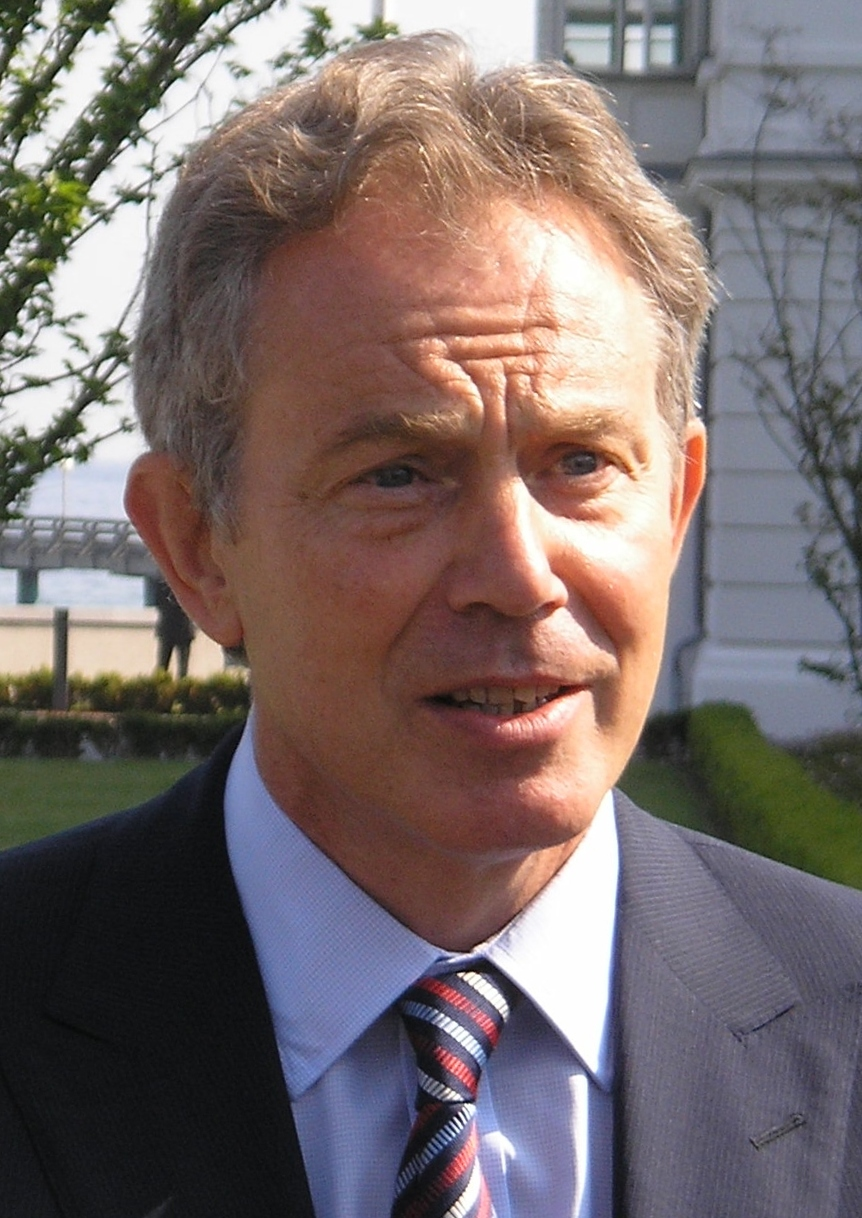
Tony Blair, premier, pierwszy lord skarbu, minister służby cywilnej

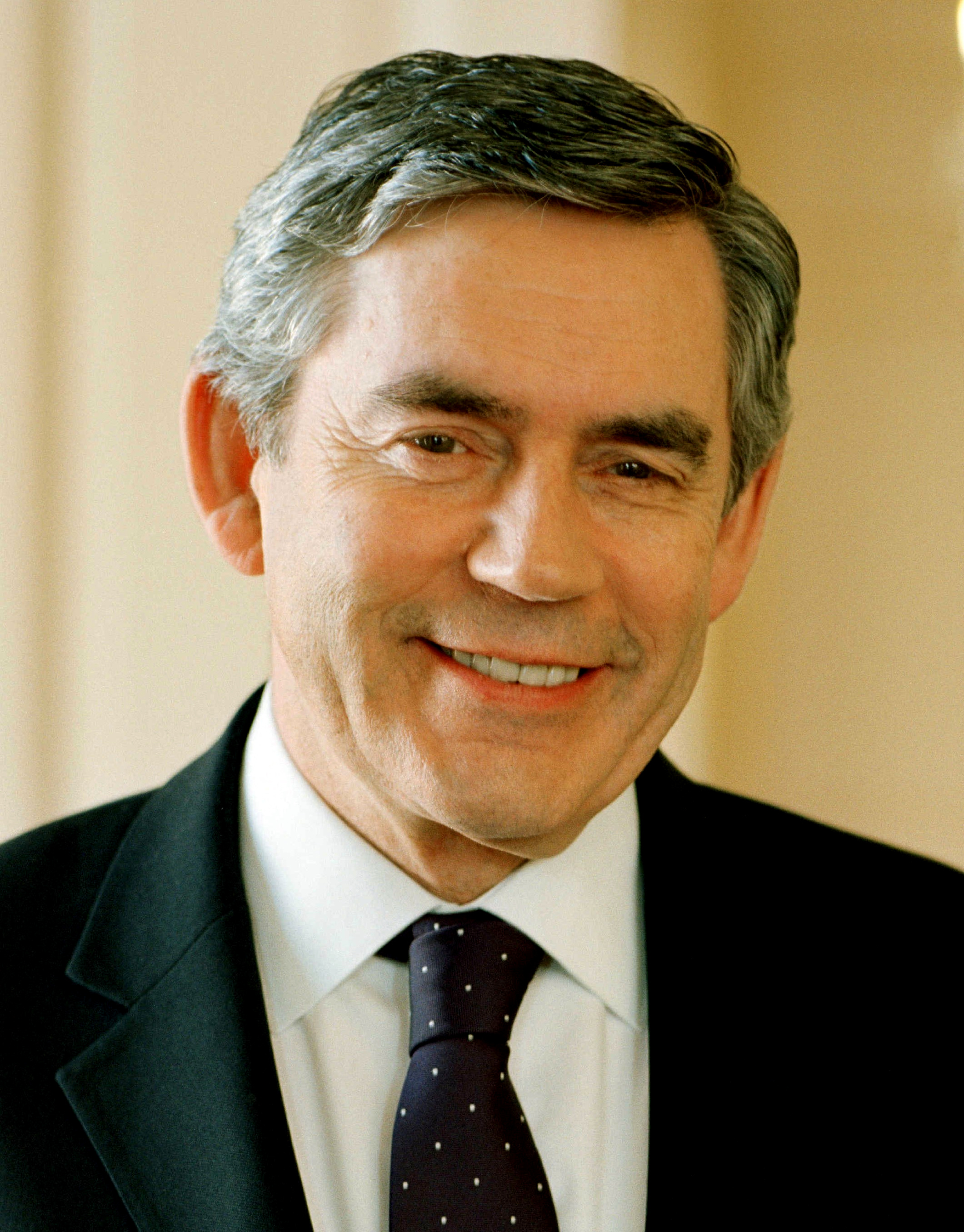
Gordon Brown, kanclerz skarbu, drugi lord skarbu

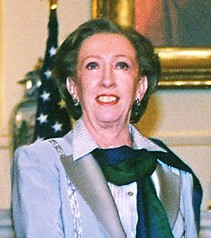
Margaret Beckett, minister handlu i przemysłu, przewodnicząca Izby Gmin, lord przewodniczący Rady

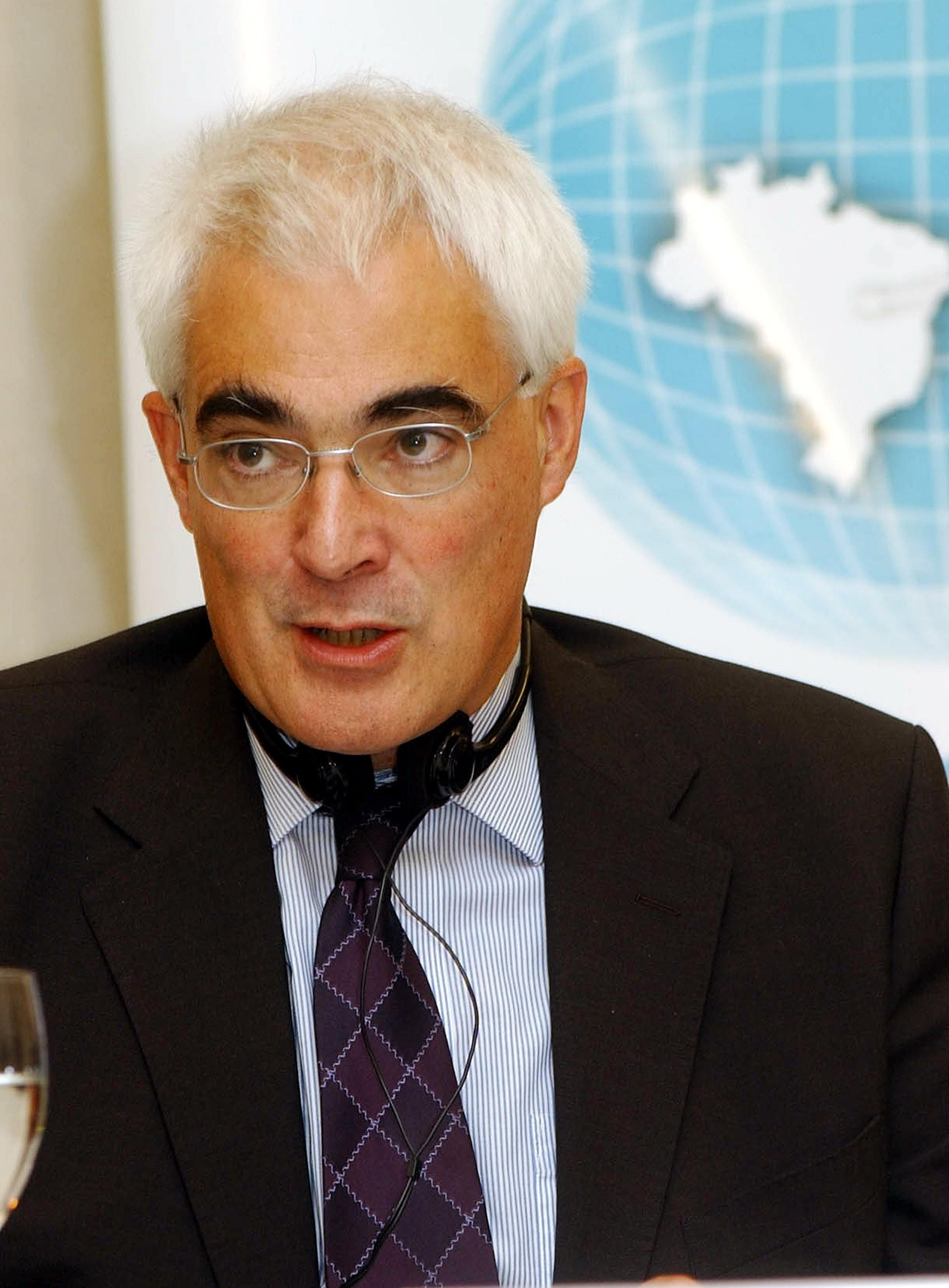
Alistair Darling, naczelny sekretarz skarbu, minister bezpieczeństwa socjalnego

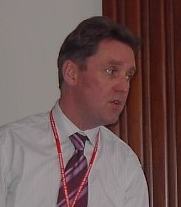
Alan Milburn, naczelny sekretarz skarbu, minister zdrowia

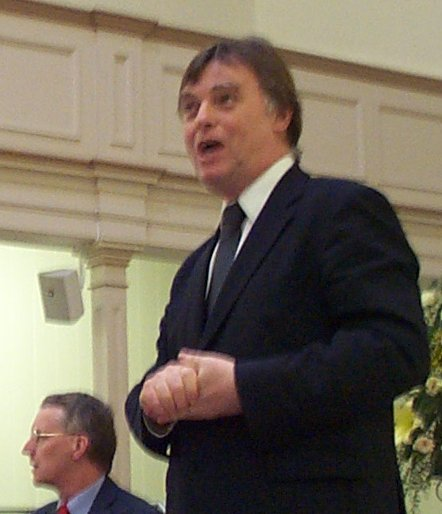
Andrew Smith, naczelny sekretarz skarbu

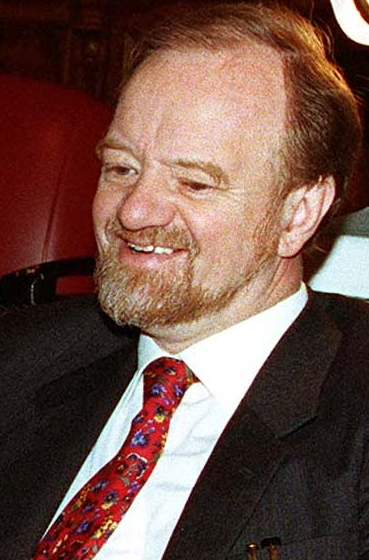
Robert Finlayson Cook, minister spraw zagranicznych

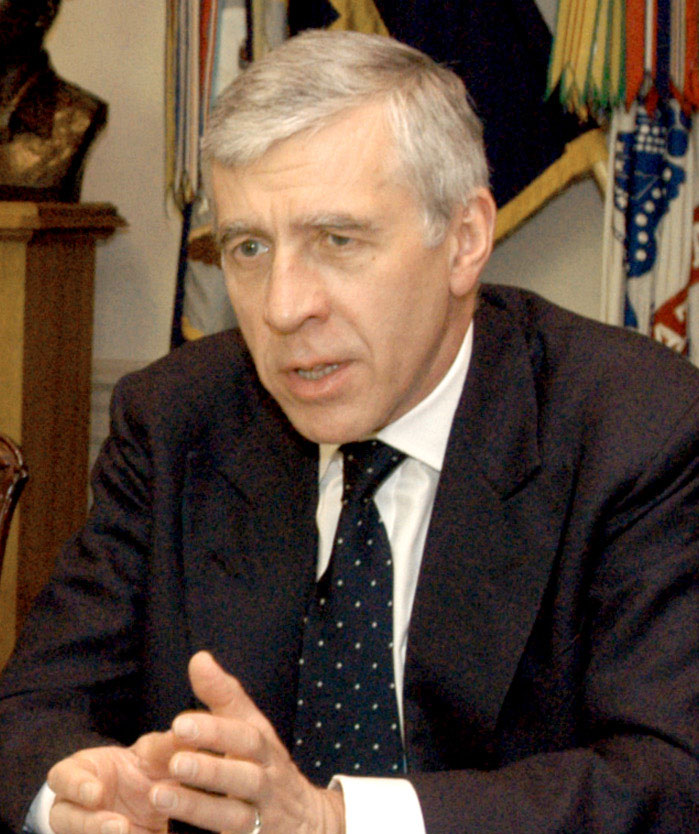
Jack Straw, minister spraw wewnętrznych

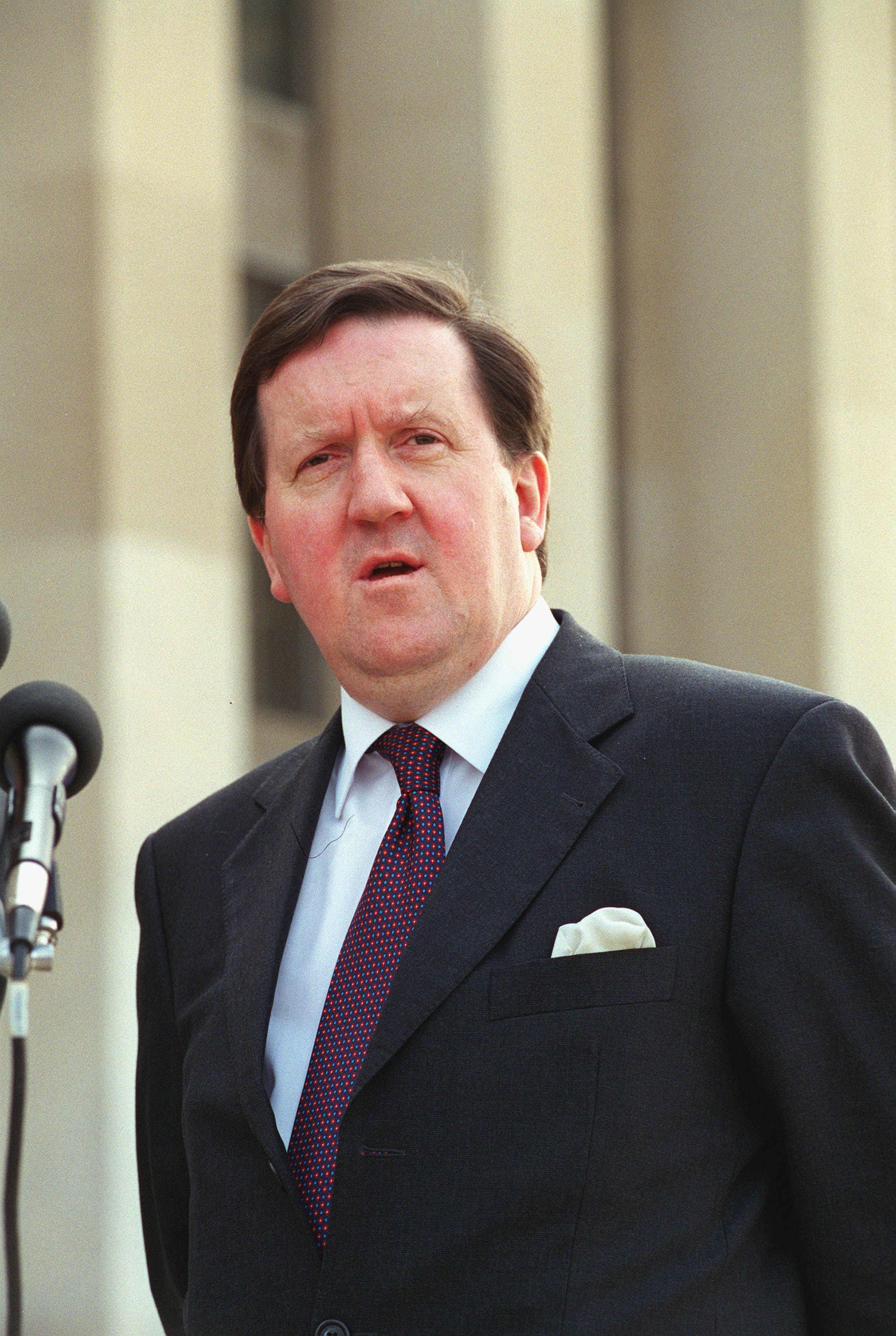
George Robertson, minister obrony

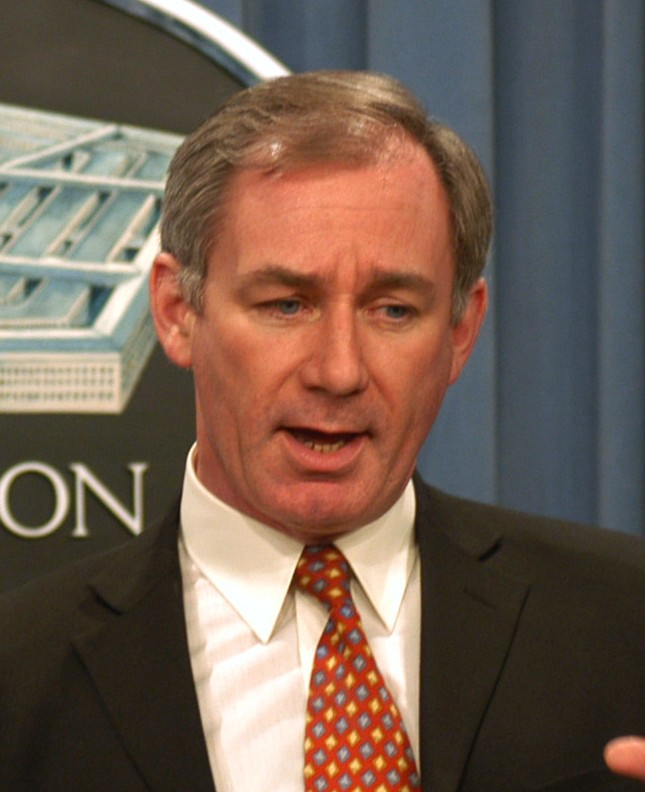
Geoff Hoon, minister obrony

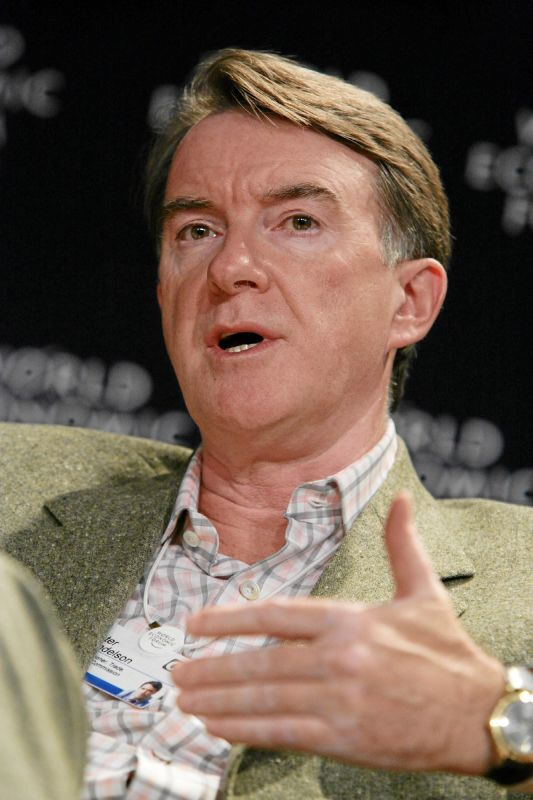
Peter Mandelson, minister handlu i przemysłu, minister ds. Irlandii Północnej

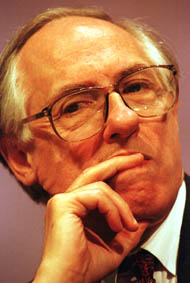
Donald Dewar, minister ds. Szkocji

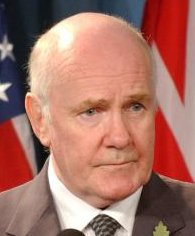
John Reid, minister ds. Szkocji, minister ds. Irlandii Północnej

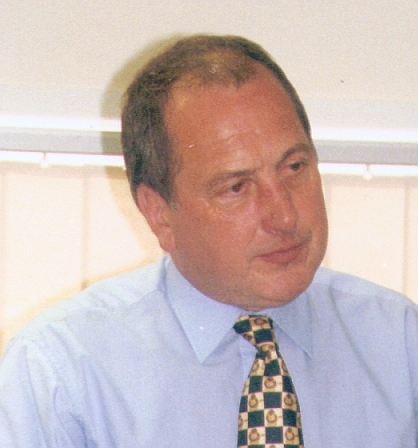
Ron Davies, minister ds. Walii

Pierwszy gabinet Partii Pracy pod przewodnictwem Tony’ego Blaira powstał po wyborach parlamentarnych w maju 1997 r. i przetrwał kolejne wybory w czerwcu 2001 r.

## Skład gabinetu
| Urząd                                                  | Imię i nazwisko                                                      | Kadencja                           |
| ------------------------------------------------------ | -------------------------------------------------------------------- | ---------------------------------- |
| Premier Pierwszy lord skarbu Minister służby cywilnej  | Tony Blair                                                           | 1997–2001                          |
|                                                        |                                                                      |                                    |
| Wicepremier Minister środowiska, transportu i regionów | John Prescott                                                        | 1997–2001                          |
| Kanclerz skarbu Drugi lord skarbu                      | Gordon Brown                                                         | 1997–2001                          |
| Lord kanclerz                                          | Derry Irvine, baron Irvine of Lairg                                  | 1997–2001                          |
| Przewodniczący Izby Gmin Lord przewodniczący Rady      | Ann Taylor Margaret Beckett                                          | 1997–1998 1998–2001                |
| Przewodniczący Izby Lordów Lord tajnej pieczęci        | Ivor Richard, baron Richard Margaret Jay, baronowa Jay of Paddington | 1997–1998 1998–2001                |
| Naczelny sekretarz skarbu                              | Alistair Darling Stephen Byers Alan Milburn Andrew Smith             | 1997–1998 1998 1998–1999 1999–2001 |
| Kanclerz Księstwa Lancaster                            | David Clark Jack Cunningham Mo Mowlam                                | 1997–1998 1998–1999 1999–2001      |
| Minister spraw zagranicznych                           | Robert Finlayson Cook                                                | 1997–2001                          |
| Minister spraw wewnętrznych                            | Jack Straw                                                           | 1997–2001                          |
| Minister rolnictwa, rybołówstwa i żywności             | Jack Cunningham Nick Brown                                           | 1997–1998 1998–2001                |
| Minister zdrowia                                       | Frank Dobson Alan Milburn                                            | 1997–1999 1999–2001                |
| Minister obrony                                        | George Robertson Geoff Hoon                                          | 1997–1999 1999–2001                |
| Minister zabezpieczenia socjalnego                     | Harriet Harman Alistair Darling                                      | 1997–1998 1998–2001                |
| Minister edukacji i zatrudnienia                       | David Blunkett                                                       | 1997–2001                          |
| Minister handlu i przemysłu                            | Margaret Beckett Peter Mandelson Stephen Byers                       | 1997–1998 1998 1998–2001           |
| Minister kultury, mediów i sportu                      | Chris Smith                                                          | 1997–2001                          |
| Minister ds. rozwoju międzynarodowego                  | Clare Short                                                          | 1997–2001                          |
| Minister ds. Irlandii Północnej                        | Mo Mowlam Peter Mandelson John Reid                                  | 1997–1999 1999–2001 2001           |
| Minister ds. Szkocji                                   | Donald Dewar John Reid Helen Liddell                                 | 1997–1999 1999–2001 2001           |
| Minister ds. Walii                                     | Ron Davies Alun Michael Paul Murphy                                  | 1997–1998 1998–1999 1999–2001      |
| Minister transportu                                    | Gavin Strang                                                         | 1997–1998                          |
| Chief Whip                                             | Ann Taylor                                                           | 1998–2001                          |